# Mons Wolff

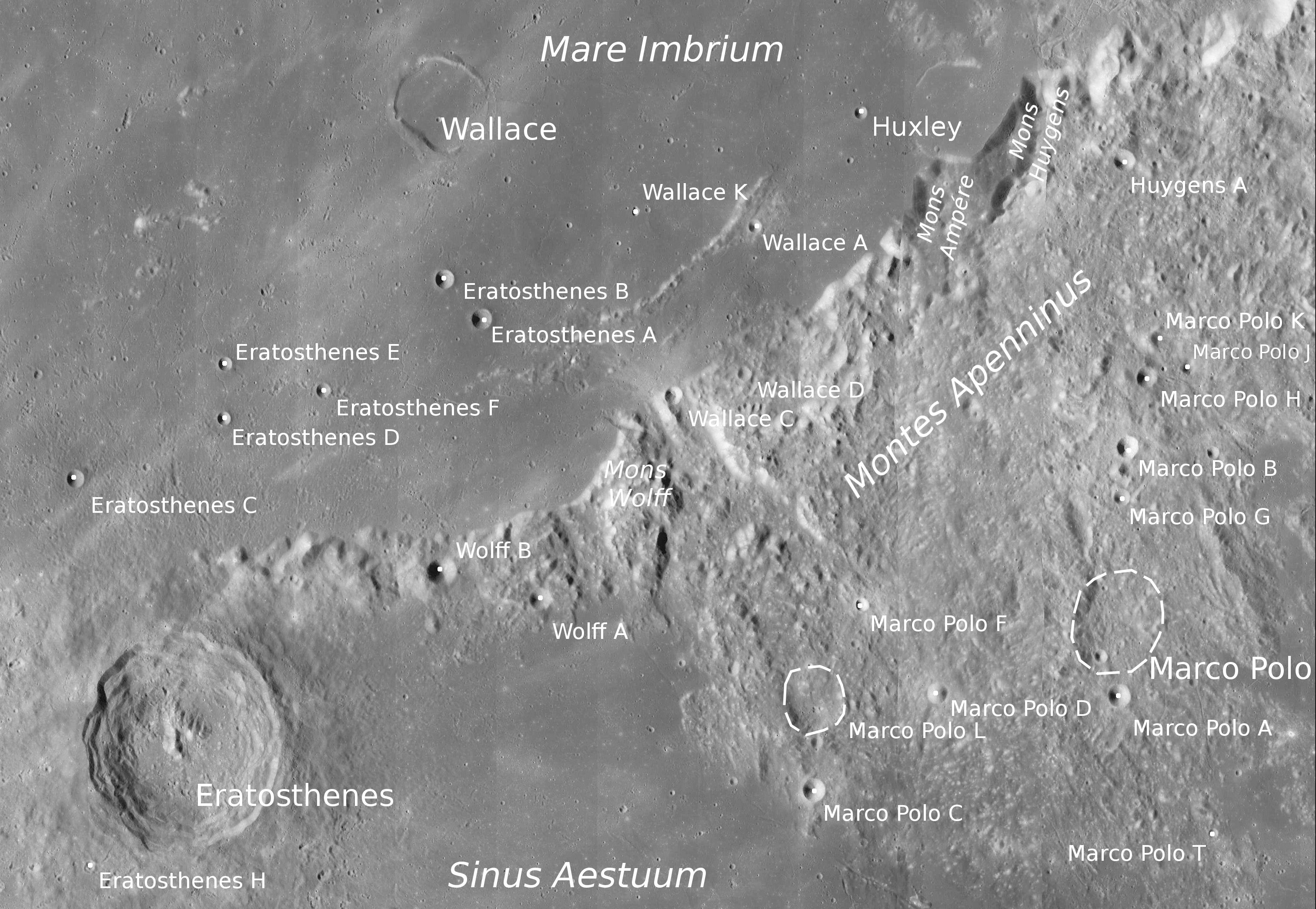
Poloha Mons Wolff

Mons Wolff je horský masiv v jihozápadním výběžku pohoří Montes Apenninus (Apeniny) na přivrácené straně Měsíce. Je vysoký 3 500 m a má průměr základny 35 km. Střední selenografické souřadnice jsou 16,9° S a 6,8° Z.
Západo-jihozápadně se nachází výrazný kráter Eratosthenes.

## Název
Hora je pojmenována podle německého filosofa a matematika Christiana von Wolffa.